# Die schönsten deutschen Heimat- und Vaterlandslieder
Die schönsten deutschen Heimat- und Vaterlandslieder ist ein 1980 im Hörzu-Label verlegtes Kompilationsalbum des Schlager- und Volksmusiksängers Heino. Es enthält zum Teil Liedgut, das auch in der Zeit des Nationalsozialismus verwendet wurde. Ins Gedächtnis gerufen wurde das Album 2018, als Heino es der CDU-Ministerin Ina Scharrenbach im Rahmen des NRW-Heimatkongresses als Geschenk überreichte.

## Hintergrund
Das Kompilationsalbum erschien 1980 als Nummer 6 in der Reihe Familien-Bibliothek deutscher Lieder, die auf dem Label EMI Electrola sowie auf dem Hörzu-Label erschien. Die Reihe umfasste insgesamt acht Doppel-LPs, die von Ralf Bendix zusammengestellt wurden und jeweils ein einzelnes Thema bearbeiteten. Arrangeur war Erich Brecht, als Toningenieur war Kurt G. Lorbach an der Produktion beteiligt. Das Cover zeigt das Hermannsdenkmal im Teutoburger Wald. Die Doppel-LP erschien mit allen Liedertexten auf exklusiver Beilage und im Gatefold-Format.

## Inhalt und Titelliste
Enthalten waren vor allem alte deutsche Lieder, die meist aus dem 19. Jahrhundert stammten. Einige dieser Lieder wurden von den Nazis zweckentfremdet, umarrangiert, zum Teil mit neuem Text versehen, andere wurden aber auch mit originalem Text in der Zeit des Nationalsozialismus eingesetzt. Einige der Titel fanden sich auch im Liederbuch der SS wieder.
Seite 1
1. Riesengebirglers Heimatlied (Musik: Othmar Fiebiger, Text: Vinzenz Hampel)
2. Schlesier-Lied (Kehr ich einst zur Heimat wieder) (M & T: Volksweise aus Schlesien)
3. An der Weser (M: Gustav Pressel, T: Franz von Dingelstedt)
4. Preisend mit viel schönen Reden (M: Volksweise, T: Justinus Kerner)
5. Schleswig-Holstein, meerumschlungen (M: Carl Gottlieb Bellmann, T: Matthäus Friedrich Chemnitz)
6. Land der dunklen Wälder (M: Herbert Brust, T: Erich Hannighofer)

Seite 2
1. Der Gott, der Eisen wachsen ließ (M: Albert Methfessel, T: Ernst Moritz Arndt)
2. Flamme empor (M: Carl Ludwig Traugott Glaeser, T: Johann Heinrich Christian Nonne)
3. Südwestlied (M & T: Heinz Anton Klein-Werner)
4. Freiheit, die ich meine (M: Karl August Groos, T: Max von Schenkendorf)
5. Wenn alle untreu werden (Niederländisches Dankgebet) (M: Volksweise von 1568, T: Max von Schenkendorf)
6. Ich bete an die Macht der Liebe (M: Dmitri Stepanowitsch Bortnjanski, T: Gerhard Tersteegen)

Seite 3
1. Niedersachsenlied (Von der Weser bis zur Elbe) (M & T: Hermann Grote)
2. Märkische Heide (M & T: Gustav Büchsenschütz)
3. Als die Römer frech geworden (M: Ludwig Teichgräber, T: Victor von Scheffel)
4. O, du wunderschöner deutscher Rhein (M & T: Volksweise)
5. Westfalenlied (M: Peter Johann Peters, T: Emil Rittershaus)
6. Berlin Medley
Das ist Berlin (M: Leo Leux, Hans Hannes, T: Bruno Balz)
Durch Berlin fließt immer noch die Spree (M: Jean Gilbert, T: Robert Gilbert)
Das ist der Frühling von Berlin (M & T: Walter und Willi Kollo)
Das macht die Berliner Luft (M: Paul Lincke, T: Heinrich Bolten-Baeckers)

Seite 4
1. Wohlauf Kameraden, aufs Pferd (M: Christian Jacob Zahn, T: Friedrich Schiller)
2. Zu Mantua in Banden (Andreas Hofer) (M: Leopold Knebelsberger, T: Julius Mosen)
3. Glückauf, Glückauf, der Steiger kommt (M & T: Volksweise – Bergmannslied)
4. Steh ich in finstrer Mitternacht (M & T: Volksweise)
5. Ich hatt’ einen Kameraden (M: nach einer Volksweise von Friedrich Silcher, T: Ludwig Uhland)
6. Teure Heimat (Gefangenenchor aus Nabucco) (M: Giuseppe Verdi, T: Adolf von Klebsattel)

## Kontroverse
Am 17. März 2018 veranstaltete das Ministerium für Heimat, Kommunales, Bau und Gleichstellung des Landes Nordrhein-Westfalen den ersten NRW-Heimatkongress in Münster, zu dem das Ministerium auch alle 47 „Heimatbotschafter“ Nordrhein-Westfalens einlud. Als einziger Gast erschien jedoch nur Heino zusammen mit seiner Frau Hannelore Kramm. Heino überreichte der amtierenden Ministerin Ina Scharrenbach ein Gastgeschenk bestehend aus mehreren Tonträgern, darunter das Doppelalbum, das heute als gesuchte Rarität gilt. Bei einem Pressefoto posierten die Ministerin und Heino mit dem Doppelalbum in den Händen. Die Westdeutsche Zeitung berichtete zuerst über den brisanten Inhalt des Albums, weitere Medien schlossen sich an. Christian Dahm, Vizevorsitzender der SPD-Landtagsfraktion in Nordrhein-Westfalen, äußerte ebenfalls Kritik, der sich Sven Wolf, kommunalpolitischer Sprecher der Fraktion, anschloss. Gemeinsam mit Stefan Kämmerling initiierte Wolf eine Kleine Anfrage im NRW-Landtag zu dem Thema.
Zu den kontrovers diskutierten Liedern gehörte das Vaterlandslied Der Gott, der Eisen wachsen ließ von Ernst Moritz Arndt mit seinem martialischen Text. Besonderen Anstoß erregte die Aufnahme des Liedes Wenn alle untreu werden, das von der SS als „Treuelied“ glorifiziert wurde und heute noch in rechten Kreisen beliebt ist. Im offiziellen Liederbuch der SS stand es an dritter Stelle nach dem Deutschlandlied und dem Horst-Wessel-Lied. Allerdings wurde es auch im NS-Widerstand gesungen.
Heino verwies darauf, dass seine Lieder von Historikern geprüft worden waren und viele dieser Lieder von den Nationalsozialisten missbraucht wurden. Zudem hatte keines der Lieder seinen Ursprung in der NS-Zeit. Auch Ina Scharrenbach verteidigte das Gastgeschenk gegen seine Kritiker.

## Vorgängerplatte
Schon 1977 hatte Heino unter dem Titel Uns geht die Sonne nicht unter eine Langspielplatte mit Heimat- und Vaterlandsliedern veröffentlicht, auf der sich bereits ein großer Teil der 1980 wiederveröffentlichten Lieder befand, darunter auch das kriegerische Vaterlandslied von Ernst Moritz Arndt, nicht jedoch das 2018 besonders beachtete Lied Wenn alle untreu werden. Anders als die Kompilation von 1980 enthielt die Schallplatte auch eine Aufnahme der dritten Strophe des Deutschlandliedes. Ein weiteres Lied von der LP aus dem Jahre 1977, das sich nicht mehr auf dem 1980 publizierten Album der schönsten deutschen Heimat- und Vaterlandslieder wiederfand, war die Wacht am Rhein. Der Plattentitel Uns geht die Sonne nicht unter war auch der Titel eines ab 1934 aufgelegten Liederbuchs der Hitlerjugend. 1978 wurde Heino von dem damaligen baden-württembergischen Ministerpräsidenten Hans Filbinger in die Villa Reitzenstein eingeladen, wo er Schülern eine auf Bitten Filbingers für das baden-württembergische Schulministerium produzierte Aufnahme des vollständigen Deutschlandliedes mit allen drei Strophen überreichen sollte, was zu einem landespolitischen Streit führte.